# مدرسة الأسماك
مدرسة الأسماك (بالإنجليزية: Fish Hooks)‏ هو مسلسل رسوم متحركة أمريكي عرض على قناة ديزني في الفترة من 3 سبتمبر 2010 حتى 4 أبريل 2014. شارك في المسلسل كل من كايل ماسي، جستن رويلاند وتشيلسي كين. جميع حلقات المسلسل متاحة على منصة ديزني+.

## وصلات خارجية
- مدرسة الأسماك على موقع IMDb (الإنجليزية)
- مدرسة الأسماك على موقع فيلمافينيتي (الإسبانية)
- مدرسة الأسماك على موقع كينوبويسك (الروسية)
- مدرسة الأسماك على موقع ألو سيني (الفرنسية)
- مدرسة الأسماك على موقع قاعدة بيانات الفيلم (الإنجليزية)